# Nomexy
 Nomexy  es una población y comuna francesa, en la región de Lorena, departamento de Vosgos, en el distrito de Épinal y cantón de Châtel-sur-Moselle.

## Demografía
| 3001 | 2772 | 2748 | 2682 | 2242 | 2283 |
| Para los censos de 1962 a 1999 la población legal corresponde a la población sin duplicidades (Fuente: INSEE [Consultar]) |      |      |      |      |      |